# Сириг
Сириг је насеље у општини Темерин, у Јужнобачком округу, у Србији. Према попису из 2022. било је 2705 становника.

## Географске одлике
Сириг се налази у западном делу општине Темерин, на надморској висини од 82 m. Од Темерина је удаљен 6 km, а од Новог Сада око 20 km. Смештен је на раскрсници међународног пута Е-5 (М-22) Нови Сад-Суботица и регионалног пута Р-104 од Оџака према Темерину. Средишњи део атара пресеца ауто-пут Београд-Суботица. Атар Сирига има површину од 2697 ha, што чини 16% територије општине.
Кроз насеље протиче Кисачки канал (Каналић).

## Историја
Плански на данашњем месту је настало 1927. године (мада се помиње још у 15. веку) на пустари на којој се населило око 200 породица из Бођана и Вајске које су расељене због поплава Дунава 1924. и 1926. Њима је додељена земља одузета аграрном реформом од Српске православне цркве. Касније су се у Сириг доселило још 25 породица добровољаца из банатског села Соколац. Те породице су биле досељене из Лике у Банат, а морале су напустити додељену земљу, јер је њихов претходни власник добио судски спор против државе.
Мађарски војници и петоколонаши из Темерина су 13. априла 1941. у Сиригу убили око 111 становника и преорали сеоско гробље, а стрељане побацали у једну јаму заједно са поцркалом стоком. Стрељање у Сиригу је било прво масовно стрељање у Другом светском рату у Југославији.

## Привреда
Становништво се углавном бави пољопривредом или ради у индустрији Темерина и Новог Сада.
Земљиште у атару Сирига је врло плодно. У близини насеља се налазе Ченејска фарма и пољопривредна добра Камендин и 7. јули.

## Демографија
У насељу Сириг живи 2335 пунолетних становника, а просечна старост становништва износи 37,7 година (36,6 код мушкараца и 38,7 код жена). У насељу има 981 домаћинство, а просечан број чланова по домаћинству је 3,07.
Ово насеље је углавном насељено Србима (према попису из 2002. године), а у последња три пописа, примећен је пораст у броју становника.
|             | \| Демографија[3] \| Демографија[3] \| Демографија[3] \| \| Година \| Становника \| Становника \| \| -------------- \| -------------- \| -------------- \| \| 1948. \| 1.381 \| \| \| 1953. \| 1.992 \| \| \| 1961. \| 2.269 \| \| \| 1971. \| 2.201 \| \| \| 1981. \| 2.286 \| \| \| 1991. \| 2.542 \| 2.494 \| \| 2002. \| 3.010 \| 3.087 \| \| 2011. \| 2.939 \| \| |            |
| Демографија | |            |
| Година      | Становника | Становника |
| 1948.       | 1.381 |            |
| 1953.       | 1.992 |            |
| 1961.       | 2.269 |            |
| 1971.       | 2.201 |            |
| 1981.       | 2.286 |            |
| 1991.       | 2.542 | 2.494      |
| 2002.       | 3.010 | 3.087      |
| 2011.       | 2.939 |            |

| Етнички састав према попису из 2002.‍ | Етнички састав према попису из 2002.‍ | Етнички састав према попису из 2002.‍ | Етнички састав према попису из 2002.‍ | Етнички састав према попису из 2002.‍ |
| ------------------------------------ | ------------------------------------ | ------------------------------------ | ------------------------------------ | ------------------------------------ |
|                                      |                                      |                                      |                                      |                                      |
| Срби                                 | Срби                                 |                                      | 2.657                                | 88,27%                               |
| Мађари                               | Мађари                               |                                      | 111                                  | 3,68%                                |
| Југословени                          | Југословени                          |                                      | 81                                   | 2,69%                                |
| Хрвати                               | Хрвати                               |                                      | 29                                   | 0,96%                                |
| Словаци                              | Словаци                              |                                      | 14                                   | 0,46%                                |
| Црногорци                            | Црногорци                            |                                      | 10                                   | 0,33%                                |
| Словенци                             | Словенци                             |                                      | 8                                    | 0,26%                                |
| Украјинци                            | Украјинци                            |                                      | 7                                    | 0,23%                                |
| Русини                               | Русини                               |                                      | 4                                    | 0,13%                                |
| Немци                                | Немци                                |                                      | 3                                    | 0,09%                                |
| Муслимани                            | Муслимани                            |                                      | 3                                    | 0,09%                                |
| Македонци                            | Македонци                            |                                      | 1                                    | 0,03%                                |
| непознато                            | непознато                            |                                      | 48                                   | 1,59%                                |

| Година пописа     | 1948. | 1953. | 1961. | 1971. | 1981. | 1991. | 2002. |
| ----------------- | ----- | ----- | ----- | ----- | ----- | ----- | ----- |
| Број домаћинстава | 307   | 475   | 607   | 626   | 643   | 786   | 981   |

| Број чланова      | 1   | 2   | 3   | 4   | 5   | 6  | 7 | 8 | 9 | 10 и више | Просек |
| ----------------- | --- | --- | --- | --- | --- | -- | - | - | - | --------- | ------ |
| Број домаћинстава | 166 | 222 | 167 | 288 | 100 | 28 | 3 | 5 | 2 | 0         | 3,07   |

| Пол    | Укупно | Неожењен/Неудата | Ожењен/Удата | Удовац/Удовица | Разведен/Разведена | Непознато |
| ------ | ------ | ---------------- | ------------ | -------------- | ------------------ | --------- |
| Мушки  | 1.197  | 391              | 733          | 43             | 29                 | 1         |
| Женски | 1.275  | 290              | 744          | 207            | 32                 | 2         |
| УКУПНО | 2.472  | 681              | 1.477        | 250            | 61                 | 3         |

| Пол    | Укупно                    | Пољопривреда, лов и шумарство | Рибарство                            | Вађење руде и камена | Прерађивачка индустрија       |
| ------ | ------------------------- | ----------------------------- | ------------------------------------ | -------------------- | ----------------------------- |
| Мушки  | 645                       | 180                           | 0                                    | 0                    | 142                           |
| Женски | 406                       | 101                           | 0                                    | 0                    | 71                            |
| УКУПНО | 1.051                     | 281                           | 0                                    | 0                    | 213                           |
| Пол    | Производња и снабдевање   | Грађевинарство                | Трговина                             | Хотели и ресторани   | Саобраћај, складиштење и везе |
| Мушки  | 7                         | 39                            | 93                                   | 13                   | 49                            |
| Женски | 4                         | 4                             | 68                                   | 20                   | 5                             |
| УКУПНО | 11                        | 43                            | 161                                  | 33                   | 54                            |
| Пол    | Финансијско посредовање   | Некретнине                    | Државна управа и одбрана             | Образовање           | Здравствени и социјални рад   |
| Мушки  | 2                         | 15                            | 30                                   | 15                   | 6                             |
| Женски | 7                         | 10                            | 10                                   | 25                   | 46                            |
| УКУПНО | 9                         | 25                            | 40                                   | 40                   | 52                            |
| Пол    | Остале услужне активности | Приватна домаћинства          | Екстериторијалне организације и тела | Непознато            | Непознато                     |
| Мушки  | 9                         | 0                             | 0                                    | 45                   | 45                            |
| Женски | 13                        | 0                             | 0                                    | 22                   | 22                            |
| УКУПНО | 22                        | 0                             | 0                                    | 67                   | 67                            |